# Jahangir Razmi

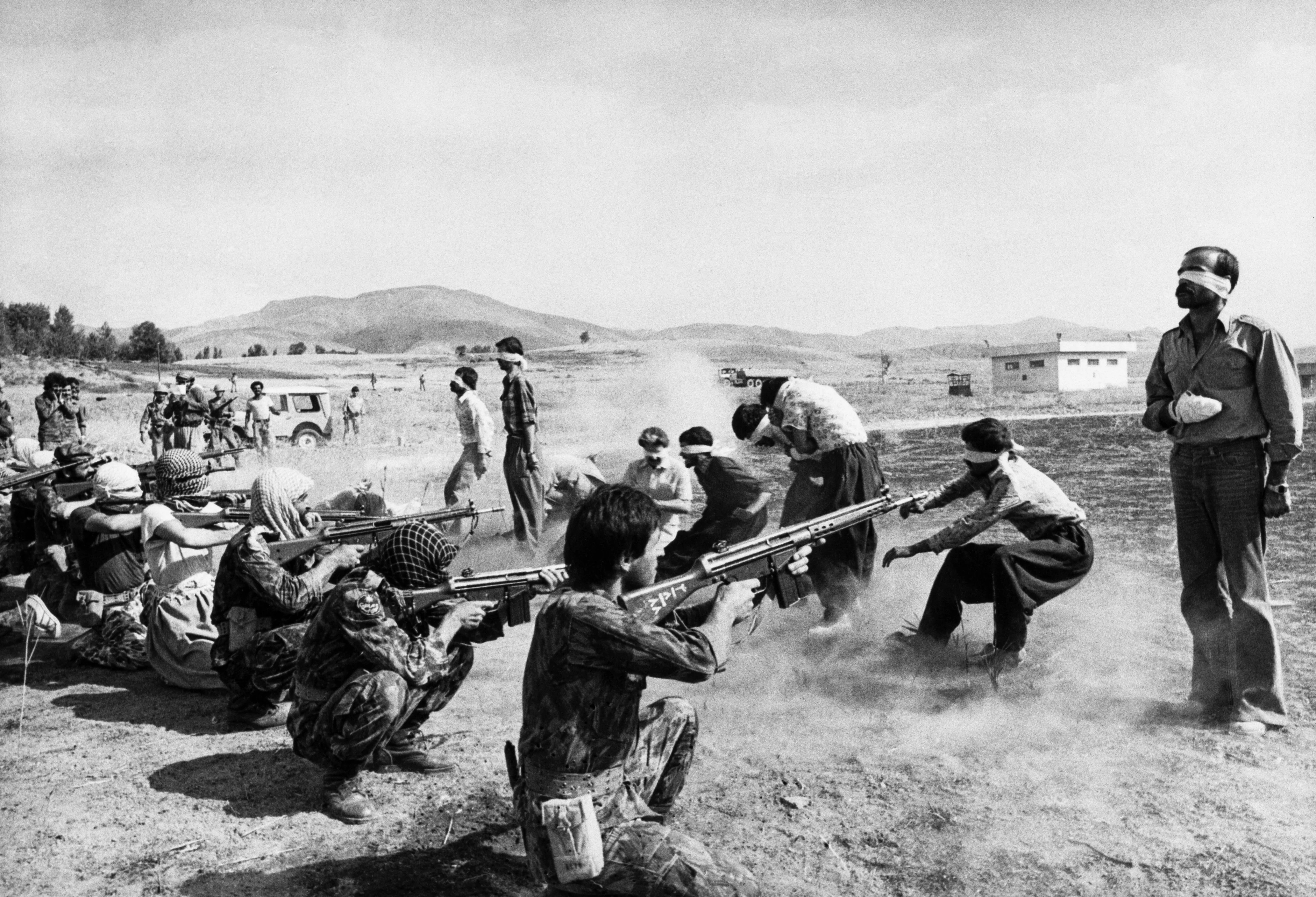
Jahangir Razmi: Firing Squad in Iran, 27. srpna 1979, který v roce 1980 získal ocenění Pulitzer Prize for Spot News Photography

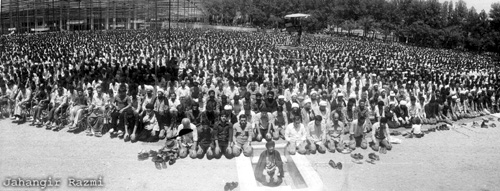
Jahangir Razmi: První páteční modlitba

Jahangir Razmi (* 16. prosince 1947 Arak Írán) je íránský fotograf, který v roce 1980 získal ocenění Pulitzer Prize for Spot News Photography. Svůj snímek Firing Squad in Iran pořídil 27. srpna 1979 a byl publikován anonymně v íránském deníku Ettela'at, nejstarších dosud vycházejících novinách v Íránu. O několik dní později se fotografie objevila na titulních stránkách řady novin po celém světě. Fotografie byla jedinou anonymní, která vyhrála Pulitzerovu cenu v celé 90leté historii cen, neboť identita Razmiho jako jejího autora byla odhalena až v roce 2006.

## Firing Squad in Iran
Dne 26. srpna 1979 se Bahrami dozvěděl o skupině kurdských bojovníků na Sanandajském letišti. Během 30-minutového stání bylo 11 lidí obviněno z trestných činů obchodování s lidmi, nošení střelné zbraně, vražd a podněcujících nepokoje a byli odsouzeni k smrti. Muži byli se zavázanýma očima odvedeni na letiště, kde stáli v řadě jen několik metrů od svých vrahů. Razmi se bez zásahu bezpečnostních sil dostal do těsné blízkosti, což mu umožnilo stát vpravo od kata a fotografovat vykonávání trestu smrti.
Razmi doručil své dvě ruličky filmu do kanceláří Ettela'at, a šéfredaktor Mohammed Heydari rychle rozhodl zveřejnit jednu z jeho fotografií. Byla to ta, na které jeden z katů ještě nevystřelil, zatímco jiní ano. Navíc se rozhodl publikovat snímek anonymně na ochranu fotografa před odvetou vlády. United Press International rychle objednalo kopii obrazu a předala ji svým kancelářím po celém světě, opět bez uvádění jména autora. Dne 29. srpna obrázek otiskly noviny jako například The New York Times nebo The Daily Telegraph s poznámkou o autorovi United Press International (UPI).
Snímek nadále přitahoval mezinárodní pozornost a byl nominován společností UPI na Pulitzerovu cenu. Bez znalosti autora fotografie, pouze s uvedením United Press International předložil hlavní editor redakce Larry DeSantis fotografii výboru Pulitzerovy ceny jako "anonymní UPI fotograf". Dne 14. dubna 1980 tak poprvé v historii Pulitzerovu cenu snímek anonymního autora.
Autor byl odtajněn až v roce 2006 na základě pátrání magazínu The Wall Street Journal.